# مطار رينيه معوض
مطار الرئيس الشهيد رينيه معوض، أو مطار القليعات كما كان يعرف سابقا، هو مطار مدني- عسكري، يقع في شمال لبنان، بالقرب من بلدة القليعات ويبعد عن الحدود اللبنانية السورية حوالي 6 كيلومترات.

## تاريخيا
في العام 1941 أنشا الحلفاء مطار القليعات العسكري على الشاطئ الشمالي في لبنان إبان الحرب العالمية الثانية. 

في العام 1960، كان مطار القليعات، مطارا صغيرا تابعا لشركة IPC النفطية، وكانت تستخدمه لأغراض مدنية في حركة نقل المهندسين والموظفين والعمال، ما بين لبنان والدول العربية. 

في العام 1966، أصبح المطار المذكور تحت إشراف الجيش اللبناني، الذي قام بتوسعته وتطوير قدراته التكنولوجية، ليصبح فيما بعد واحدة من القواعد الجوية الأكثر حداثة في المنطقة في تلك الأيام.

ووفقا لإتفاق تم بين الدولة اللبنانية والدولة الفرنسية، تم تزويد القوات الجوية اللبنانية بعدد من طائرات الميراج، كما أرسلت الدولة اللبنانية عددا من الطيارين والفنيين لمتابعة تدريباتهم في فرنسا. وفي بداية العام 1968 أنهى أفراد البعثة اللبنانية دراستهم وتدريباتهم وعادوا إلى لبنان والتحقوا بقاعدة القليعات في أبريل من العام نفسه بعدما قامت القيادة بنقل عدد من الطائرات والطواقم من قاعدة رياق إلى قاعدة القليعات.

خلال فترة الحرب الأهلية اللبنانية، تم تجميد عمل المطار المذكور، ووضعت الطائرات في المخازن. وفي العام 1989م، اجتمع من تبقى من أفراد البرلمان اللبناني في مطار القليعات وانتخبوا رينيه معوض رئيسا للجمهورية اللبنانية. وبعد اغتياله تم تغيير اسم المطار من مطار القليعات إلى مطار الرئيس الشهيد رينيه معوض.

## قصف المطار
في الحرب التي اندلعت في العام 2006، تعرّض المطار للقصف من قبل سلاح الجو الإسرائيلي، ما أدى إلى أضرار في بنيته، وقد قام الجيش اللبناني بإعادة إصلاح الأعطال وترميمه، ومن المرجح أن تعود حركة الطيران الداخلية إليه في القريب العاجل.

## التطوير
في العام 2010، أعلن مدير هيئة الطيران المدني في لبنان، أن سلطات مطار رفيق الحريري الدولي في بيروت، قررت إنشاء مبانٍ خدماتية لها في مطار القلعيات في الشمال، بهدف تجهيزة لاستقبال وتصدير البضائع، وكذلك بهدف تسهيل تنقل الأفراد من الشمال إلى بيروت.
في العام 2012، قررت الحكومة اللبنانية، استعادة المطار من القوات الجوية، كما قررت توسعته ليشمل منطقة حرة بمساحة 500 متر مربع، بالإضافة إلى تجهيزه لاستقبال الأفراد والبضائع، وشملت القرارات ربط المطار بطرابلس والشمال بسكك حديدية. ولكن كل هذه القرارات لم توضع بعد موضع التنفيذ وما زال المطار شبه معطل.
في فبراير 2025، اندلعت احتجاجات من قبل أنصار حزب الله على الطرق المؤدية إلى مطار بيروت الدولي، بسبب اتخاذ الحكومة إجراءات لمنع هبوط طائرة إيرانية على متنها ركاب لبنانيون، بعد أن أصدرت قوات الدفاع الإسرائيلية تهديدات بضرب المطار. ونتيجة لذلك، صرح وزير الأشغال العامة في حكومة نواف سلام، فايز رسامني، بأن وجود مطار رسمي ثانٍ في لبنان أمر ضروري، مما يعني بدء تجديد وترميم مطار رينيه معوض.